# Moritz Manfroni von Manfort
Moritz svobodný pán Manfroni von Manfort (uváděn též pod jménem Monfroni von Monfort) (19. října 1832 Vídeň – 5. září 1889 Montebello) byl rakousko-uherský admirál. U c. k. válečného námořnictva sloužil od roku 1849 a absolvoval cestu kolem světa. Vyznamenal se účastí v několika válkách a jako jeden z mála námořních důstojníků byl držitelem prestižního Vojenského řádu Marie Terezie. Díky tomu získal v roce 1874 titul barona a nadále působil ve vysokých funkcích u námořnictva, uplatnil se také jako pedagog a spisovatel. V letech 1883–1888 byl velitelem arzenálu v Pule a krátce před úmrtím byl povýšen do hodnosti viceadmirála (1889). 

## Biografie

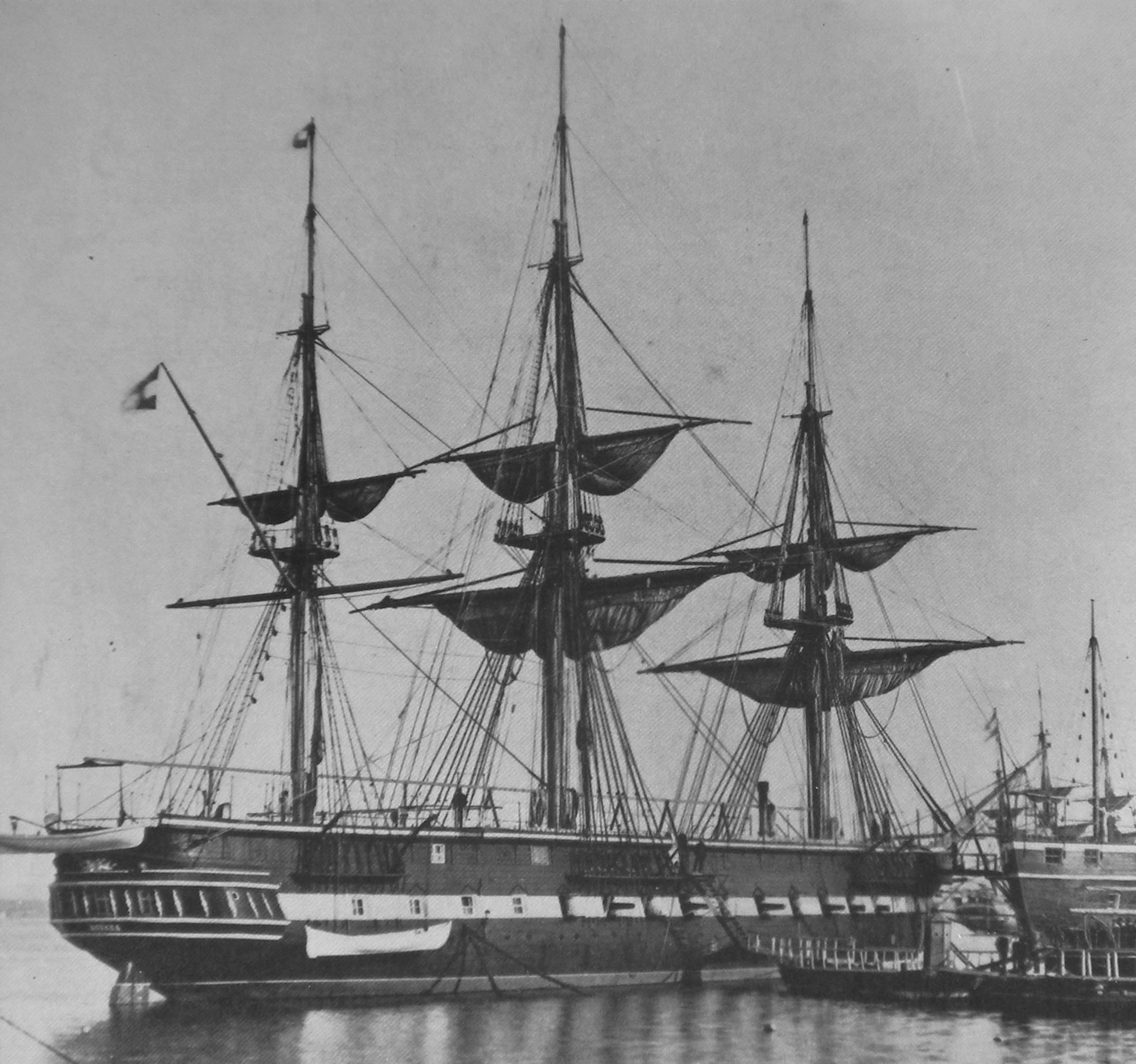
Fregata SMS Novara, na níž Moritz Manfroni absolvoval cestu kolem světa (1857–1859)

Pocházel ze staré italské rodiny nobilitované v roce 1554, byl synem vrchního finančního rady. Absolvoval gymnázium v Gorici a v roce 1849 vstoupil jako kadet k rakouskému válečnému námořnictvu. V letech 1849–1851 na fregatě SMS Venus absolvoval cestu do Karibiku se zastávkami na Madeiře a v Neapoli. Po návratu získal hodnost praporčíka (1851) s přidělením k námořnímu arzenálu v Benátkách a sloužil na různých lodích v Jaderském moři. V letech 1856–1859 byl dělostřeleckým důstojníkem na fregatě SMS Novara a v roce 1857 obdržel hodnost poručíka II. třídy. Na fregatě SMS Novara absolvoval pod velením kapitána Wüllerstorfa cestu kolem světa. Jako poručík I. třídy (1859) sloužil u břehů Dalmácie a v roce 1864 se zúčastnil dánsko-německé války. Během války v Itálii v roce 1866 se vyznamenal v bojích proti Garibaldiho jednotkám na jezeře Lago di Garda. 

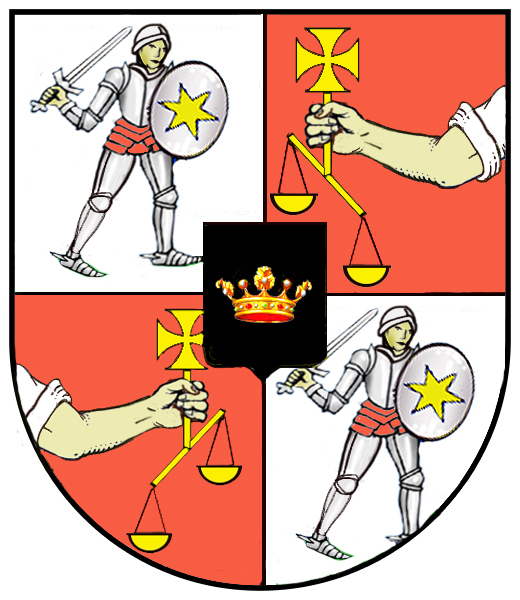
Erb rodu Manfroni von Manfort

V roce 1866 byl povýšen na korvetního kapitána a v letech 1866–1868 byl v Pule velitelem námořních jednotek na pevnině. V roce 1868 byl vyslán na studijní cestu do Francie a Anglie a téhož roku obdržel hodnost fregatního kapitána. V letech 1868–1873 byl velitelem výcvikové lodi SMS Adria a mezitím byl v roce 1872 povýšen na kapitána řadové lodi. V roce 1873 byl přidělen k námořnímu oblastnímu velitelství v Terstu, v dalších letech byl velitelem obrněné lodi SMS Kaiser (1875) a fregaty SMS Radetzky (1875–1876). V roce 1876 byl znovu přeložen do Terstu a v roce 1878 k námořnímu sborovému velitelství v Pule. Na císařské jachtě SMS Miramar doprovázel korunního prince Rudolfa na cestě do Španělska (1879). Poté působil u námořního arzenálu v Pule a v letech 1881–1882 byl velitelem kasematové obrněné lodi SMS Erzherzog Albrecht.
V letech 1883–1888 byl velitelem námořního arzenálu v Pule Prosazoval nové metody ve výcviku důstojníků dělostřelectva, s nimiž se seznámil v zahraničí, byl také autorem tří učebnic pro kadety námořnictva. Mezitím byl k datu 1. května 1884 povýšen do hodnosti kontradmirála. V roce 1888 se na bitevních lodích SMS Laudon a SMS Tegetthoff stal velitelem divize, ale v červenci téhož roku ze zdravotních důvodů odešel na dovolenou, v roce 1888 nicméně ještě absolvoval cestu do Barcelony. K datu 1. září 1889 byl penzionován v hodnosti viceadmirála.
Zemřel 5. září 1889 ve věku nedožitých 57 let jen několik dní po svém formálním odchodu do penze. Zemřel v Montebellu (dnes součást Terstu) a pochován byl na hřbitově v obci Cattinara (dnes taktéž součást Terstu). 
V roce 1867 se oženil s Angiolinou Pagliaruzzi von Edelhain (1850–1917). Z manželství se narodily dvě děti. Syn Moritz (1879–?) zahynul za první světové války na východní frontě v Haliči. Dcera Angiolina (1878–1955) byla manželkou barona Osvalda Görtze von Astein (1865–1920), viceprezidenta zemské vlády v Bukovině.

## Tituly a ocenění
Za zásluhy ve válce roku 1866 získal rytířský kříž prestižního Vojenského řádu Marie Terezie a na základě řádových stanov měl nárok na šlechtický titul barona.  byl v roce 1874 povýšen do stavu svobodných pánů. Při té příležitosti mu bylo povoleno změnit jméno na Manfroni místo dosavadního Monfroni. Během služby u námořnictva se stal nositelem řady dalších vyznamenání v Rakousku-Uhersku i v zahraničí.

### Rakousko-Uhersko
- Vojenský záslužný kříž s válečnou dekorací (1864)
- Válečná pamětní medaile (1864)
- Řád železné koruny III. třídy s válečnou dekorací (1866)
- rytíř Vojenského řádu Marie Terezie (1866)
- Služební odznak pro důstojníky III. třídy (1872)
- Válečná medaile (1873)
- rytířský kříž Leopoldova řádu (1889)

### Zahraničí
- Řád pruské koruny (1865, Prusko)
- komandérský kříž Řádu Guadalupe (1867, Mexiko)
- důstojnický kříž Řádu sv. Mořie a sv. Lazara (1867, Itálie)
- komandérský kříž Řádu neposkvrněného početí Panny Marie z Vila Viçosa (1880, Portugalsko)
- komandérský kříž Řádu Isabely Katolické (1880, Španělsko)
- komandér Řádu slávy (1882, Tunisko)
- velkokříž Námořního záslužného kříže (1889, Španělsko)